# Ferrovia Ronchi dei Legionari Sud - Staranzano
La ferrovia Ronchi dei Legionari Sud - Staranzano era una diramazione ferroviaria della linea Trieste-Venezia che collegava la stazione di Ronchi dei Legionari Sud con Staranzano.

## Percorso
La linea nasce al chilometro 114 della linea Venezia-Trieste diramandosi dalla stessa a sud dell'aeroporto di Trieste. Prosegue verso sud costeggiando l'abitato di Staranzano e la strada provinciale 26. Passa al disotto della strada provinciale 19 Monfalcone-Grado, costeggia la frazione di Bistrigna ed entra nella zona industriale di Monfalcone. A questo punto è presente lungo la linea un piccolo piazzale composto da tre binari. Continuando la ferrovia incrocia un paio di strade della zona industriale per poi terminare all'interno dell'area di alcune fabbriche locali.

## Attività
Il traffico è totalmente cessato su tutta la linea a fine degli anni 80. Il comune di Monfalcone ha in progetto la costruzione di una pista ciclabile sul sedime dell'ex ferrovia.